# Monchio delle Corti
Monchio delle Corti – miejscowość i gmina we Włoszech, w regionie Emilia-Romania, w prowincji Parma.
Według danych na rok 2004 gminę zamieszkiwało 1207 osób, 17,8 os./km².